# Suíssa (Aracaju)
Suissa é um bairro da região central de Aracaju. Limita-se ao norte com Cirurgia, a leste com São José, a oeste com Pereira Lobo e ao sul com Luzia. Tem relevo colinoso que, no passado, era formado por uma sequência de dunas que, mais tarde, sofreram aterramento ou desmonte.

## Topônimo
O nome é uma referência aos Alpes suíços, que possuem neves eternas em seus topos. No caso do bairro homônimo, as dunas que o compunham tinham uma areia muito alva, resultando assim, na associação.
A grafia "Suissa", com dois “s” e sem acento atesta a influência da língua francesa no início do século XX e ainda é usada popularmente. A grafia é oficialmente registrada pela prefeitura de Aracaju como forma de reconhecimento de consagração popular. Nas placas de sinalização de trânsito também é vista a forma arcaica de escrever.

## Ocupação e urbanização
Os bairros Suissa e Cirurgia são frutos da divisão de um outro bairro outrora denominado Bela Vista.  No final do século XIX, escravos alforriados e migrantes oriundos do interior ocupavam as colinas desta localidade uma vez que eram proibidos de ocupar o Centro projetado pelo engenheiro Sebastião José Basílio Pirro. Desta forma, a Suissa abrigou em seu início comunidades pobres e marginalizadas, o que fez com que setores da igreja começassem um processo de evangelização na área através do Oratório São João Bosco, no morro de Bebé, e a Igreja do Salesiano, no morro da Tebaida.
Na década de 1950 o Exército Brasileiro adquire terreno na parte baixa da Suissa e constrói a Vila Militar, conjunto residencial destinado a militares de média e alta patente. Em meados da década de 1970 o então prefeito João Alves Filho executa o desmanche de parte do morro de Bebé, abrindo uma nova avenida, a Desembargador Maynard, um novo corredor entre o Centro e a zona oeste. Também em seu governo é aberta a Avenida Cotinguiba, depois rebatizada de Avenida Edézio Vieira de Melo, ligando o São José ao Pereira Lobo. Percebe-se no processo atual de urbanização do bairro dois estratos sociais distintos. Um de classe média que reside nas baixadas, ao longo da avenida Edézio Vieira de Melo e Rua Rafael de Aguiar e um  outro de classe baixa nas partes mais elevadas, descendentes em sua maioria dos primitivos habitantes do bairro.

## Avenida da explosão
Um fato marcante da história do bairro Suissa aconteceu na noite de domingo do dia 13 de abril de 1980, quando um depósito de fogos clandestinos pertencentes a um tenente do Corpo de Bombeiros explodiu na Avenida Edézio Vieira de Melo. O estrondo foi ouvido por toda a cidade. Casas que estavam em até 500 metros do local da explosão tiveram seus vidros estilhaçados. Doze pessoas morreram e centenas ficaram feridas. Por conta deste acidente, a Avenida Edézio Vieira de Melo é popularmente conhecida como “Avenida da Explosão”.

## Cultura
O bloco Rasgadinho, original do bairro vizinho, Cirurgia, também passa pelas ruas da Suissa no período do Carnaval. Esse bloco surgiu em 1962 e é o mais antigo da capital sergipana em atividade.

## Principais logradouros
- Avenida Desembargador Maynard
- Avenida Hermes Fontes
- Avenida Edézio Vieira de Melo (popularmente chamada Avenida da Explosão)
- Rua Rafael de Aguiar